# Patrick Lizana
Patrick Lizana est un acteur français. Il est principalement connu pour avoir joué Grimaldi, le policier blagueur dans le film La Cité de la peur sorti en 1994.

## Filmographie
- 1994 : La Cité de la peur d'Alain Berberian : le policier Grimaldi.
- 1997 : Le ciel est à nous de Graham Guit : Ficelle.
- 1999 : Voyages d'Emmanuel Finkiel : Henri.
- 2000 : Les Marchands de sable de Pierre Salvadori : Xavier.
- 2002 : Bord de mer de Julie Lopes Curval : Albert.
- 2017 : La Douleur d'Emmanuel Finkiel : Georges Beauchamp

### Doublage
- 1994 : Les Maîtres du monde : Sam Nivens (Eric Thal)